# União Libertária

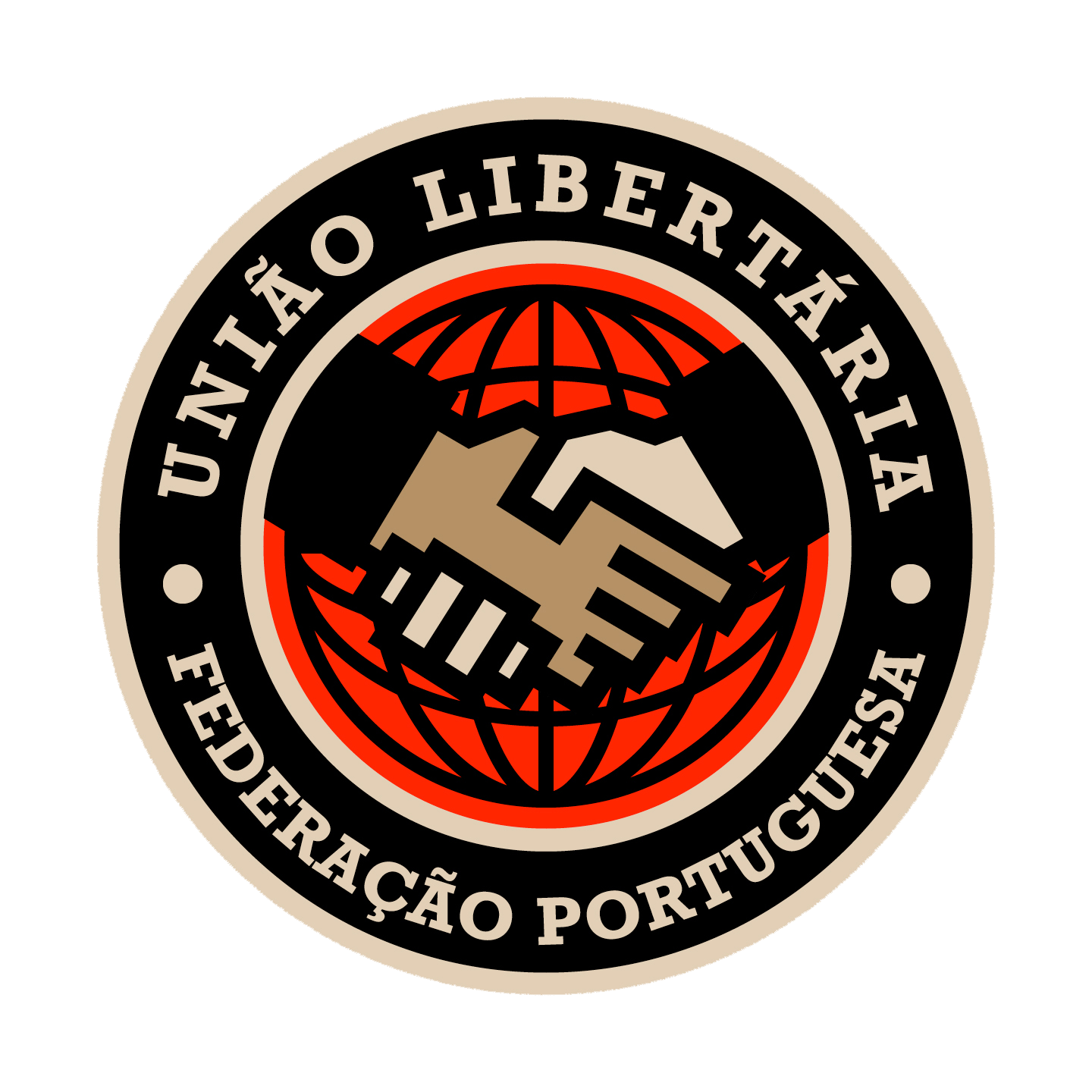
Símbolo da União Libertária

A União Libertária (ou União Libertária - Federação Portuguesa) é um grupo socialista libertário formado em Portugal no ano de 2020. Perfila princípios normalmente associados ao anarquismo, como o apoio mútuo, democracia direta, autonomia e a liberdade individual e coletiva..
Esta organização tem atividade nas cidades de Braga, Coimbra, Lisboa e Porto.